# 디스 이즈 잉글랜드
《디스 이즈 잉글랜드》(This Is England)는 영국에서 제작된 셰인 메도우스 감독의 2006년 드라마 영화이다. 토머스 터구즈 등이 주연으로 출연하였고 마크 허버트 등이 제작에 참여하였다.

## 출연

### 주연
- 토머스 터구즈
- 스티븐 그레이엄

### 조연
- 조 하트리
- 앤드류 심
- 빅키 맥클르
- 조셉 길건
- 로자먼드 핸슨
- 앤드류 엘리스
- 페리 벤슨
- 조지 뉴턴
- 프랭크 하퍼
- 잭 오코넬
- 크리스 도사니
- 키에란 하드캐슬
- 차넬 크레스웰

## 기타
- 라인프로듀서: 줄리아 발렌타인
- 미술: 마크 리즈
- 의상: 조 톰슨
- 배역: 미쉘 스미스